# Johanna Moore
Johanna Doris Moore ist eine Informatikerin, die auf den Gebieten der Computerlinguistik und Intelligenten Systeme forscht. Seit 1998 ist Moore Professorin für Künstliche Intelligenz an der Universität Edinburgh.

## Leben
Nach ihrem Abschluss an der North Hollywood High School 1975 studierte Moore an der University of California, Los Angeles (UCLA), wo sie 1980 einen Bachelor of Science in Mathematik und Informatik und 1982 einen Master of Science in Informatik erwarb.
Für ihre anschließende Promotion wurde sie von 1982 bis 1985 mit einem Fellowship des Office of Naval Research unterstützt und war von 1985 bis 1987 International Business Machines Fellow. Für das letzte Jahr ihrer Promotion erhielt sie zudem 1988/89 ein Affirmative Affairs Dissertation Year Fellowship der UCLA.
In dieser Zeit forschte Moore gemeinsam mit William Swartout und Cecile Paris zu Erklärungen in Experten- und Entscheidungsunterstützungssystemen. Im Dezember 1989 wurde sie an der UCLA mit ihrer Arbeit A Reactive Approach to Explanation in Expert and Advice-Giving Systems an der UCLA promoviert. Betreut wurde die Arbeit von Gerald Estrin und Margot Flowers.
Anschließend war Moore wissenschaftliche Mitarbeiterin am Learning Research and Development Center sowie Assistant Professor für Informatik und Intelligente Systeme an der University of Pittsburgh. 1996 wurde sie in Pittsburgh Associate Professor für Linguistik, Associate Professor für Informatik und Intelligente Systeme sowie Direktorin des Intelligent Systems Program.
1998 wechselte Moore auf einen Lehrstuhl für Künstliche Intelligenz an die Universität Edinburgh und wurde Direktorin des dortigen Human Communication Research Centre.
Moore ist Chartered IT Professional Fellow der British Computer Society und seit 2003 Fellow der Royal Society of Edinburgh.